# Hyloxalus elachyhistus
Hyloxalus elachyhistus är en groddjursart som först beskrevs av Edwards 1971.  Hyloxalus elachyhistus ingår i släktet Hyloxalus och familjen pilgiftsgrodor. IUCN kategoriserar arten globalt som starkt hotad. Inga underarter finns listade i Catalogue of Life.